# Harry Männil
Harry Männil (* 17. Mai 1920 in Tallinn, Estland; † 11. Januar 2010 in San José, Costa Rica) war ein estnisch-venezolanischer Geschäftsmann, Kunstsammler und Kulturmäzen und laut dem Simon-Wiesenthal-Center ein mutmaßlicher Kriegsverbrecher.

## Leben
Männil wurde als Sohn eines Eisenhändlers geboren. Er machte 1938 sein Abitur am Gustav-Adolf-Gymnasium und studierte von 1939 bis 1940 Wirtschaftswissenschaften an der Universität Tartu und an der Technische Universität Tallinn. Im Sommer 1941, während der sowjetischen Besetzung, versteckte er sich in einem Wald, um der Mobilisierung zu entgehen. Er trat im September 1941 als Assistent in die politische Polizei der estnischen Selbstverwaltung ein. Er behielt diese Position bis zum 10. Juni 1942, als er aus unbekannten Gründen entlassen wurde. Diese Zeit der Kollaboration mit der Nazi-Regierung sollte später dazu führen, dass Männil wegen Kriegsverbrechen angeklagt wurde. Nach seiner Entlassung setzte Männil sein Studium an der Universität von Tartu fort.
Im Oktober 1943 floh er nach Finnland, als der deutsche Sicherheitsdienst begann, ihn als Studentenführer an der Universität für politisch gefährlich zu halten. In Finnland studierte er Betriebswirtschaft in Helsinki. Männil wurde von einem örtlichen Polizeibeamten des illegalen Handels mit Gold und Wertgegenständen beschuldigt, die von estnischen Flüchtlingen nach Finnland gebracht wurden. Diese Behauptungen wurden jedoch von Männil bestritten. Er zog im September 1944 nach Schweden, um dort sein Studium fortzusetzen. Er blieb für kurze Zeit in einem Flüchtlingslager. Bald erhielt er eine Aufenthaltsgenehmigung, um in Stockholm zu leben, und eine Arbeitserlaubnis, die es ihm erlaubte, eine Stelle in einem Archiv anzunehmen. Im November 1944 wurde bei der schwedischen Ausländerkommission eine Beschwerde über Männils Arbeit bei der politischen Polizei eingereicht, und die Sandler-Kommission untersuchte seinen Fall. Die relative Leichtigkeit, mit der Männil seine Arbeits- und Aufenthaltsgenehmigung erhielt, erregte das Misstrauen der örtlichen Behörden. Im September 1945 wurde ihm auf Antrag der Ausländerkommission gekündigt. Einen Monat später wurde die Verlängerung seiner Aufenthaltsgenehmigung abgelehnt. Männil durfte in Stockholm bleiben, um seine Auswanderung nach Venezuela vorzubereiten, und eine Verlängerung seiner Aufenthaltsgenehmigung wurde kurze Zeit später gewährt. Nachdem ihm ein Transitvisum für Großbritannien verweigert worden war, drängten die schwedischen Behörden ihn, das Land zu verlassen.
Männil kam 1946 nach Venezuela, wo er bis 2002 meist lebte. Er war ein erfolgreicher Geschäftsmann und Miteigentümer der ACO-Gruppe, eines großen venezolanischen Mischkonzerns. Im Jahr 1994 gründete er sein eigenes Unternehmen Grupo Oriand. Zur Zeit der Wiederherstellung der estnischen Unabhängigkeit engagierte sich Männil in Estland, indem er aktiv mit den Politikern Vaino Väljas und Edgar Savisaar zusammenarbeitete und während der Amtszeit des letzteren als Berater fungierte.
Harry Männil war ein aktiver Kunstsammler und Philanthrop, der insbesondere für seine Sammlung präkolumbischer Kunst bekannt war. Zu seinen kunstbezogenen Aktivitäten gehörte die Tätigkeit als Direktor des Caracas Athenaeum in Venezuela und als Berater des Museum of Modern Art in New York. Außerdem gründete er die Eduard-Wiiralt-Galerie in der Estnischen Nationalbibliothek. Ab 2002 lebte er hauptsächlich in Costa Rica, wo er mehrere Farmen besaß.

## Mutmaßlicher Kriegsverbrecher
Harry Männil stand 2004 bis 2009 auf der Liste der meistgesuchten Nazi-Kriegsverbrecher der Operation Last Chance. Ihm wurde vorgeworfen, während seiner Arbeit für die politische Polizei von 1941 bis 1942 während der Deutschen Okkupation mehrere Menschen, vor allem Juden, ermordet zu haben. Nach einer vierjährigen Untersuchung von estnischen Behörden konnte ihm jedoch juristisches kein Verbrechen nachgewiesen werden.